# روث تشارني
روث تشارني (بالإنجليزية: Ruth Charney)‏ هي رياضياتية أمريكية، ولدت في 1950.